# 毛里塔尼亚女性催肥
毛里塔尼亚女性催肥英文写作Leblouh或gavage 在毛里塔尼亚，女性自幼开始被强迫进食，有的从5岁开始。在传统观点看来女性肥胖被认为是值得自豪的，特别是在农村地区盛行此观点。此為柏柏尔人中的图阿雷格人的传统观点，催肥使得女性获得更多的婚姻机会，在当地看来身体肥硕是财富的象征。这种做法可以追溯到11世纪。2008年该国政变后这种行为又大量出现。西撒哈拉、摩洛哥南部也有这种情况。
名为「催胖者」的老年妇女强迫小女孩吃喝大量的食物和饮品，如果女孩呕吐，还要吃掉自己的呕吐物，如果她们不肯吃饭就对她们体罚。一种体罚方法是用2根木条夹四肢。典型的事例是1个6岁大的女孩每天被迫喝20升骆驼的駱駝奶再吃2杯黄油，黄油里混杂着2千克被捣碎的小米。尽管这属于虐待，妈妈表示没有其他方法使其女儿获得美好未来。
有的毛里塔尼亚青年一代男性对此持否定态度。
1910年发行的南尼日利亚民间故事收录了一个民间传说《乌龟与漂亮女儿》有類似的觀點。民俗研究者写下故事解释说要通过治疗产生「漂亮女儿」：「在埃菲克人社会，当一个女孩结婚前几周，她会被送入增肥屋，被给予充足的食物，以达到需要的丰满度，不够丰满会被看不起，算不上大美人。」
在其他传统上认为肥胖是可取的国家中也强制喂养年仅5至19岁的女孩，其根源于图阿雷格传统。
Leblouh（通常使用法语单词gavage）在毛里塔尼亚非常独特，通常需要长达数月的过程，在此期间，毛里塔尼亚女孩被迫吞下数加仑的牛奶、蒸粗麦粉、花生油和纯动物脂肪。一个经常被引用的统计数据是，接受催肥过程的毛里塔尼亚女孩消耗的卡路里是成年男性健美者的四倍，后者平均每天消耗4,000卡路里。在这几个月里，肥胖少女每天平均消耗14,000至16,000卡路里的热量，而推荐给健康12岁女孩的饮食仅包含1,500卡路里的热量。年轻女孩通常从6、7岁左右开始被养肥，并被迫使用导致不同程度的精神和身体痛苦的技术。如果年轻女孩拒绝饮用平均每天提供的20升牛奶，她们就会遭受“脚趾挤压”，即使用由棍子制成的装置压碎脚趾、捏在皮肤上，甚至打。消息来源称，家庭为年幼的女儿投资催肥的最常见原因是确保她的经济安全和良好的婚姻前景。
强饲法在毛里塔尼亚较贫穷和资源匮乏的地区更为普遍。这些地区包括该国的撒哈拉农村地区、萨赫勒地区塞内加尔河沿岸的农村地区以及沿海城市地区。在这些地区，为了吸引富有的追求者，家庭更有动力强迫女儿进食。然而，与未被强饲的女性相比，被强饲的女性似乎没有更多的财富或获得资源的机会。
在毛里塔尼亚，肥胖女孩的做法与极其有害的身心后果有关。催肥与运动的显着减少和心血管疾病的发展有关。在全国范围内广泛报道了使用类固醇形式的药丸导致体重增加的情况。干旱频率的增加也导致奶牛、骆驼、农产品和用于养家糊口或养肥女孩的谷物短缺。结果，许多家庭因为养不起自己而被迫卖掉牲畜。许多妇女和年轻女孩现在转向黑市极其危险的牛和鸟类类固醇来增加体重。该国一些地区日益贫困也导致一些妇女和女孩发现传统上用于治疗花粉症的抗组胺药具有促进食欲的特性。虽然这些产品仍然很危险，但它们更容易获得并且可以在柜台购买。接受过 催肥的女性与未接受强饲法的女性相比，更早开始性行为和更早生育孩子的风险也始终较高，催肥还可能使妇女面临分娩结果不佳、艾滋病和其他健康问题的严重风险，这超出了BMI本身构成身体健康风险的影响。此外，强饲法与早孕之间似乎存在很强的相关性，因为早孕在贫穷的年轻女性中更为常见。
很难准确查明毛里塔尼亚强制喂食的起源。然而，一些历史学家认为，这种习俗已有数百年历史，可以追溯到大多数毛里塔尼亚人（白人毛里塔尼亚人、阿拉伯人和柏柏尔人）还是游牧民族的时代。在这个游牧社会，肥胖被视为女性美丽的标志，富人的妻子通常不工作，坐在帐篷里，而黑奴则从事沙漠所需的艰苦劳动。毛里塔尼亚是一个即使在今天也由两个截然不同的人口统治的社会：浅色皮肤的摩尔人和深色皮肤的非洲人，他们的根基主要在撒哈拉以南地区。与该国的少数群体相比，被认定为阿拉伯人的毛里塔尼亚人在该国的催肥率仍然最高。
然而，21世纪是毛里塔尼亚催肥复兴的时代，也是改革的时代。2005年，乌尔德·塔亚总统的总统卫队首领穆罕默德·乌尔德·伊利·瓦尔发动政变，承诺在2006年举行自由公正的选举。2006年和2007年，毛里塔尼亚首次举行了民主、自由、透明的选举。经过短短两年的民主和一段严重的制度危机时期，政府发生了几次变化，一群代表提出了审查动议，阿卜杜勒阿齐兹将军在 2008年新的政治政变后以武力夺取了权力。这次政变发生了2008年8月，民主政府随后被支持他们所谓的“回归传统”的军政府所取代。2009年7月的选举使军政府得以继续控制政府。在这次选举之后，尽管存在大规模操纵选票的指控，但还是颁布了一系列立法，重点是将传统规则恢复为法律。妇女权利活动家Mint Ely描述说：“我们有一个妇女事务部……我们有女性外交官和州长。军队让我们倒退了几十年，让我们回到了传统角色。我们甚至不再有可以与之交谈的部门。”
2008年政变前的政府数据表明，50-60% 的农村妇女和20-30%的城市妇女被强饲。政变后，专业的强制喂食者估计，全国约有80%的女性接受过某种形式的催肥。
来自毛里塔尼亚2000-2001年DHS的数据被用来确定男性和女性对继续女性割礼和催肥的态度。分析发现，大多数女性和男性受访者都赞成继续这种做法（分别为64%和70%）。调查还发现，近四分之一（23%）的女性报告说，他们在孩提时代曾被强迫喂食，而32%的女性和29%的男性同意继续这种做法。虽然强饲法的流行率显然很高，但根据毛里塔尼亚儿童保护刑法，伤害任何儿童的生殖器官（包括因强饲法和女性外阴残割做法造成的伤害）都是非法的；处罚范围为1至3年监禁和巨额罚款。然而，该法律并未具体提及女性割礼或催肥是伤害幼儿的非法行为。
然而，随着西方时尚、尼日利亚流行音乐和法国电视等全球影响力的影响，毛里塔尼亚的态度似乎确实在发生变化，改变了人们对体型和女性美的看法。黎巴嫩音乐在整个中东地区非常受欢迎，毛里塔尼亚男性开始将毛里塔尼亚女性与流行的黎巴嫩歌手进行比较，这表明该国甚至男性的态度可能正在发生变化。
国际组织和非政府组织也对他们认为是一种奇特的、虐待性的文化习俗越来越感兴趣。传统的育肥习俗现在已经演变成年轻女性经常摄入危险的动物生长激素和类固醇的想法，这引起了Equality Now等组织的注意。西方人通常认为催肥是一种非人化的征服形式，应该与女性割礼和性交易一起列为侵犯人权行为。该国现在正成为寻求结束这种做法的国际妇女权利组织的目标，而毛里塔尼亚的催肥已成为最近文章和纪录片的主题，这些文章和纪录片提供了一个偷窥窗口，让人们看到一种与当前西方关于食物和身体的观念明显不同的做法。

### 毛里塔尼亚
- Mauritania's 'wife-fattening' farm （页面存档备份，存于） January 26, 2004.
- Mauritania seeks to reverse 'fat is beautiful' ethos （页面存档备份，存于） By Sharon LaFraniere July 3, 2007
- Leblouh Negative cultures （页面存档备份，存于） November 2010
- Mauritania: Force-feeding of young girls waning, replaced by drugs formulated for livestock （页面存档备份，存于） February, 2011
- Grasso è bello in Mauritania （页面存档备份，存于） February 25, 2009.
- Forced to Be Fat （页面存档备份，存于） July 21, 2011
- Force Feeding in Mauritania. Photos by Joost De Raeymaeker 2013

### 尼日尔
- Gavage (aḍanay) chez les Touaregs Iwellemmeden kel Denneg (E. Bernus) （页面存档备份，存于） 1987

### 尼日利亚
- Where Fat Is a Mark of Beauty Los Angeles Times, September 30, 1998
- Bride Confinement, Fattening and Circumcision: Promoting Violence Against Women （页面存档备份，存于） December 2, 2012
- The fattening room: Nkuho an Efik tradition （页面存档备份，存于） 2010
- EAT, EAT, EAT if you want to be loved In Africa, big is beautiful （页面存档备份，存于） March 25, 2001

### 摩洛哥
- Fattening practices among Moroccan Saharawi women. （页面存档备份，存于） September 12, 2006

### 苏丹
- Slim in Sudan: Female fleshiness loses its allure （页面存档备份，存于）

### 突尼斯
- Le gavage à Djerba （页面存档备份，存于） 1987

#### 突尼斯的犹太人
- In the nineteenth and early twentieth centuries, the Tunisian Jewish female body was subjected to a dramatic fattening process in preparation for marriage.

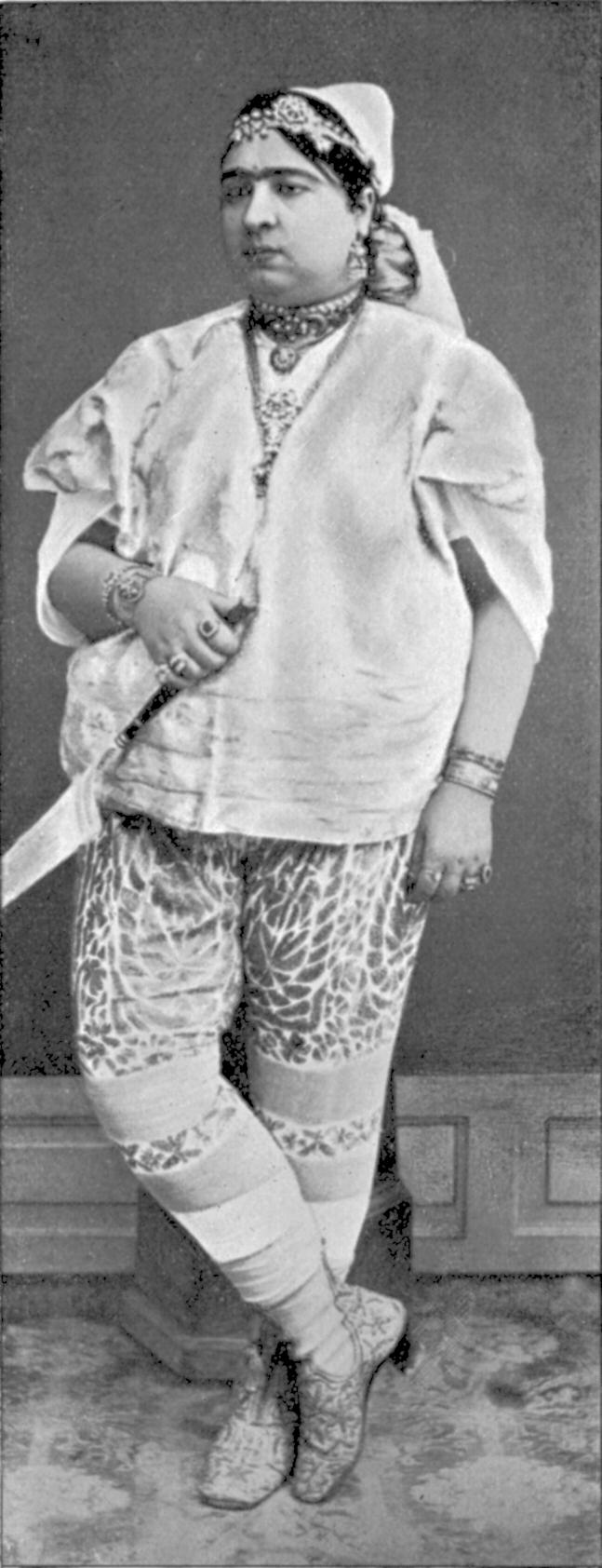
突尼斯的犹太人妇女约摄于1900年.
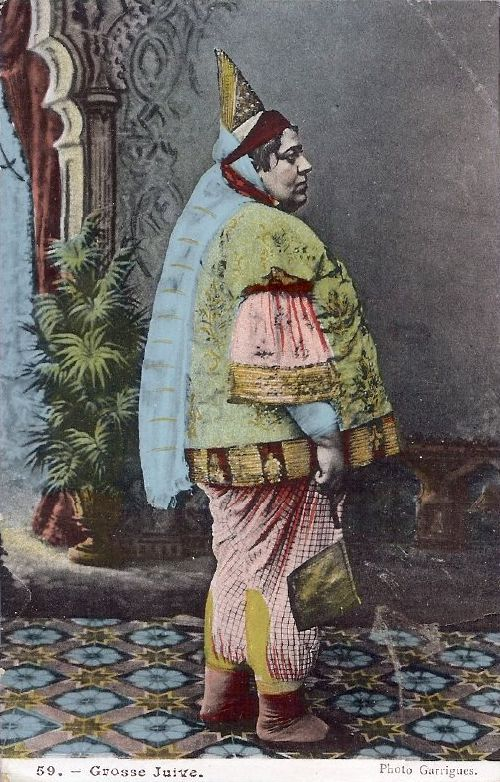
加里格的吉尔巴岛上大号犹太人
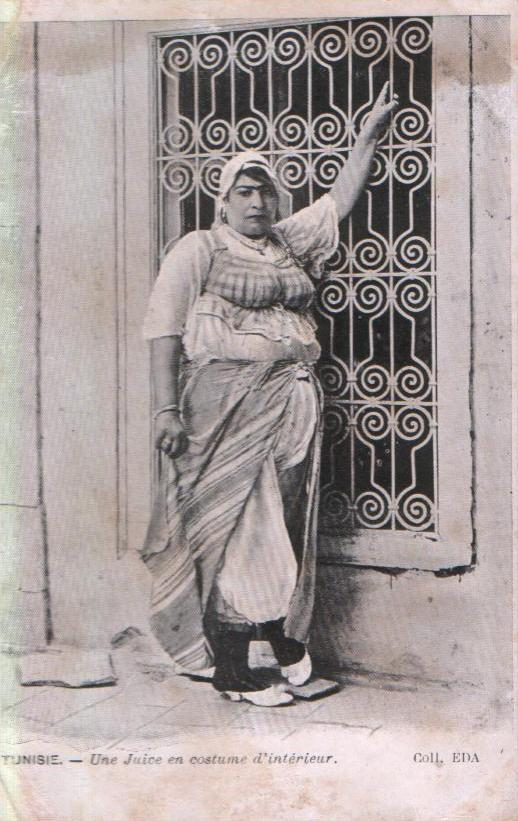
1910年代突尼斯的犹太人妇女.
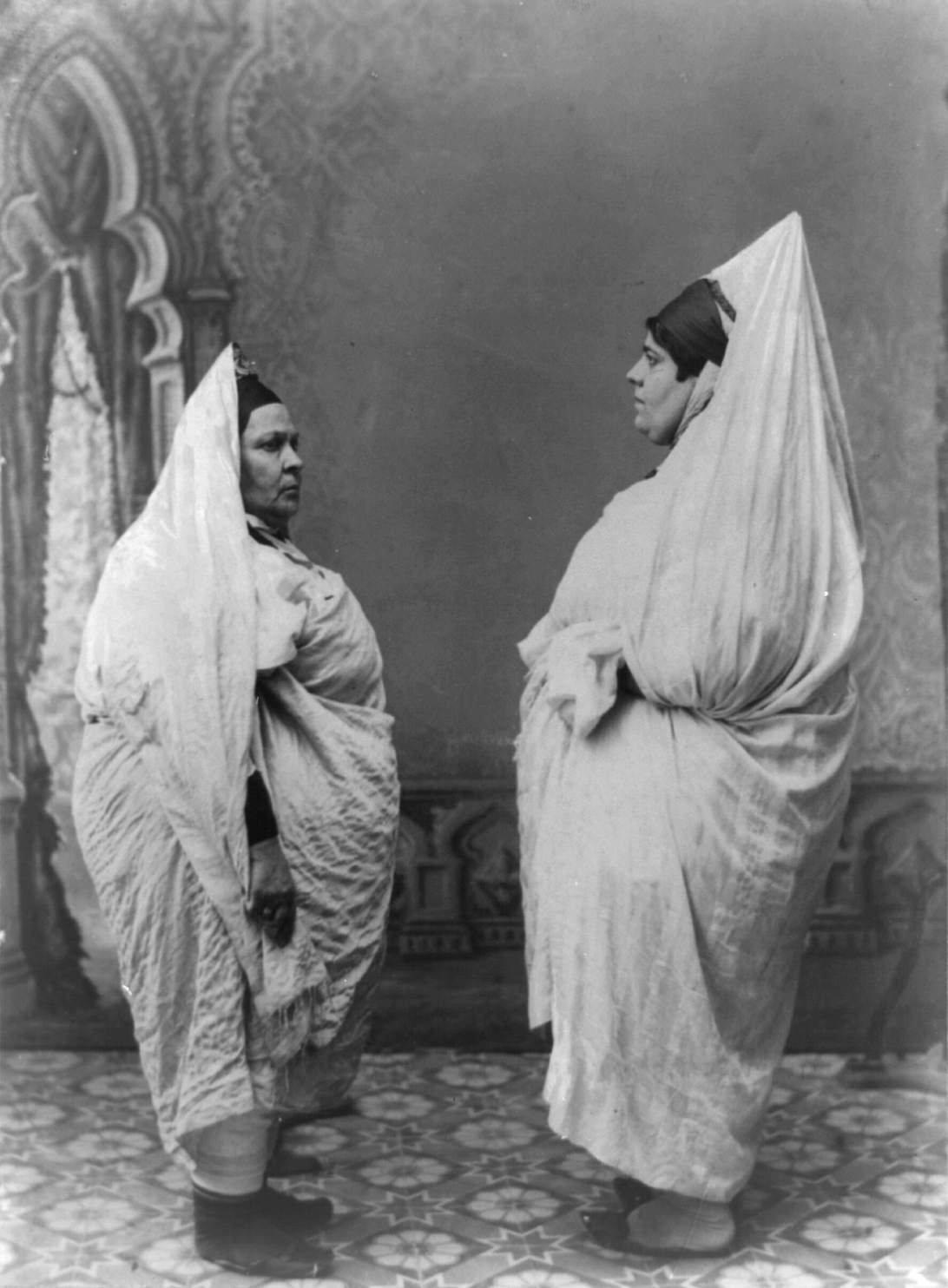
突尼斯的犹太人妇女 1910年.

### 乌干达
- 美丽的代价 Ep# 104	Title: "Uganda" Air-date: April 5, 2010

### 肯尼亚和南非
- African Queens （页面存档备份，存于） May 21, 2003